# Jacob Wukie
Jacob Wukie (Massillon, 11 de mayo de 1986) es un deportista estadounidense que compitió en tiro con arco, en la modalidad de arco recurvo.
Participó en dos Juegos Olímpicos de Verano, obteniendo una medalla de plata en Londres 2012, en la prueba por equipo (junto con Brady Ellison y Jake Kaminski), y el séptimo lugar en Tokio 2020, en la misma prueba.

## Palmarés internacional
| Juegos Olímpicos | Juegos Olímpicos      | Juegos Olímpicos | Juegos Olímpicos |
| Año              | Lugar                 | Medalla          | Prueba           |
| ---------------- | --------------------- | ---------------- | ---------------- |
| 2012             | Londres (Reino Unido) | Medalla de plata | Equipo           |